# Stuart Findlay
Stuart John Findlay est un footballeur international écossais, né le 14 septembre 1995 à Rutherglen en Écosse. Il joue au poste de défenseur central au Heart of Midlothian en prêt du Oxford United.

## Biographie

### Carrière en club
Lors de la saison 2017-2018, il inscrit trois buts en première division écossaise avec le club de Kilmarnock.
Le 25 février 2021, il rejoint les États-Unis en s'engageant pour deux ans en faveur du Union de Philadelphie.
Le 19 juillet 2022, il rejoint Oxford United.

### Carrière en sélection
Il est régulièrement sélectionné dans les équipes nationales de jeunes, des moins de 16 ans jusqu'aux espoirs. Il reçoit notamment 14 sélections avec les espoirs, disputant les éliminatoires de l'Euro espoirs 2015 et de l'Euro espoirs 2017.